# ساينرك
ساينرك كان من أوائل الغزاة على إنجلترا مع والده بعد انسحاب الرومان عنها أوائل القرن الخامس وبالتحديد عام 410 والتي كانت تعرف ببريطانيا الرومانية ولم يبقى في الجزيرة إلى السكان الأصليون الكلت ولم يمض كثير من الوقت حتى غدت بريطانيا مقسمة إلى إنجلترا السكسونية والتي استحوذت عليها قبائل الجرمان الثلاث الجوت والأنجلز والساكسون مؤسسين بذلك ممالك كل من كنت والتي سكنها الجوت وممالك أنجليا الشرقية أو ما يعرف بشرق أنجليا ومرسيا وديرا وبرنسيا التي شكلت الأخيرتين فيها مملكة نورثمبريا وسكن تلك الممالك الأنجلز وممالك إسكس ووسكس وسسكس وساكس الشرقية التي سكنها السكسون.
أدى امتزاج القبائل الجرمانية بالقبائل الكلتية وبقية شعوب بريتانيا إلى ظهور ثقافة جديدة بامتزاج الميثولوجيا النوردية والميثولوجيا الكلتية وثقافة قبائل الجرمان المحاربة بثقافة الكلت المزارعون وامتزاج اللغات والأديان وتغيير ثقافة القبائل الغازية لأنجلترا من قبائل محاربة غازية إلى مزارعين وفلاحين ورعاة وجدير بالذكر ان الأنجلوسكسون ظلوا متميزين عن البريتانيون بعرقهم وثقافتهم المختلفة وطرق عيشهم وعن طريق تهجير السكان الأصلين إلى الشمال أو إلى الشرق إلى ويلز والتي ظلت تحت حكم السكان الأصليون وهنا نرى القسم الأخر من بريطانيا وقت الأنجلوسكسون وهو الممالك البريتانية وهي دامنونيا والتي أصبحت لاحقاً كورنوال وممالك ويلز وهي مملكة يووييز ومملكة غوينيد ومملكة ديوبيرث ومملكة باوس وجوينت وجورثافايرج وإيرجينغ وسيرني وغلاي وسنج ومورقانويج.
اما في الشمال فتكونت ممالك البكتيين وغيرهم من قبائل أسكتلندا وهي مملكة البكتيين ومملكة دالريادا ومملكة
ريجيد ومملكة جاداجن ومملكة إيبريك ومملكة إلمت ومملكة هويس مشكلين بكل تلك الممالك بريطانيا وقد ظلت كل مملكة وكل شعب منفصل عن الأخر بطريقة عجيبة ومن ذلك طرق عقلية ومشاعريه بحيث تمسك كل شعب بثقافته وبطرق مادية وحشية كجدار أوفا الذي بني لمنع غزوات أو هجرات الويلزيين إلى مرسيا الذي بناه الملك اوفا والعديد من طرق الإنعزال إلى أوائل القرن التاسع قبيل غارات الفايكنغ على إنجلترا حيث بدأت ممالك إنجلترا تتوحد تحت حكم ملوك السكسون من ويسكس من أحفاد الملك أكبرت أمثال ألفريد العظيم الذي كان أول الملوك الذين سموا بملوك الأنجلوسكسون ومثل أثلستان والمثير للدهشة انه بعد كل تكل القرون وبعد توحيد إنجلترا لازال كل ملك من الممالك يعرف نسبه ومن أي الأنجلوسكسون هو.

## الحياة
لا يعرف الكثير عن حياة ساينرك قبل وصوله إلى إنجلترا مع والده سيدريك عام 495 للغزو والبحث عن أراضي جديدة للإستيطان في إنجلترا البلد الجديدة الغنية بالثروات والأراضي الزراعية الخصبة بعد أن أصاب شبه جزيرة يوتلاند التي أتوا منها في الدنمارك فيضان كبير الذي لم يمكنهم من الزراعة بعد فساد الأرض ولم يكن بمقدور قطعانهم الرعي ولم يسع أهل تلك الأرض سوى الهجرة والبحث عن فرص جديدة.كان ساينرك وأبوه من شعب الساكسون الذي سكن هو والقبيلتان الأخرى في شبه الجزيرة الأنجلز والجوت وكان ابوه من قادة القبيلة ومعروف نسبه وهو ابن إليسا ابن إلسا ابن جويس ابن ويق ابن فرييفين والجدير بالذكر انه لم يكن ساينرك أو والده سرديك غير معروف أو من الطبقة العاملة أو الكادحة بل كان من طبقة الزعماء والقادة واستوطن السكسون جنوب وجنوب شرق إنجلترا التي كانت تسكنها قبائل الكلت مؤسسين بذلك ممالك كل من إسكس وسسكس ووسكس.

## غزو إنجلترا
وفقاً للوقائع أنجلوسكسونية هبط سيرديك في ما يطلق عليه اليوم هامبشاير في 495 مع ابنه سينريك في خمسة سفن. ويقال أنه قد حارب ملك بريطاني يسمى ناتليود في نتنلقا في هامبشاير وقتله بعد ثلاثة عشر عاماً في عام 508 وغزا سيرديسيسليج في 519، تم التعرف على نتنلقا اليوم على انها نيتلي مارش في هامبشير وسيرديسيسليج على انها شارفورد كما ذكر غزو جزيرة وايت جنوب إنجلترا ضمن حملاته التي تم إعطائها لاحقاً لأقاربه ستف وويتقار الذي يتوقع وصولهما مع السكسون الغربيون عام 514.
توفي سيرديك عام 534.وخلفه ابنه ساينرك وقد اعتبر التاريخ القديم لوسكس المستسقى من الوثائق الإنجلوسكسونية غير موثوق به إلى حد ما مع تقارير مكررة للأحداث والمعلومات التي تبدو متناقضة وقد اقترح ديفيد دومفيل أن تواريخ سيرديك الحقيقية هي 538 إلى 554.بعض العلماء يقولون أن سيدريك هو الزعيم الساكسوني الذي هزمه البريطانيون في معركة جبل بادون التي كان من المحتمل وقوعها بين أعوام 495 إلى موعد لا يتجاوز عام 518.ولا يمكن ان تكون هذي التواريخ صحيحة إذا كان دومفيل على حق والبعض الأخر يقول أن من خاض هذه المعركة كان زعيم سكسوني اخر هو إيليلذا يبدو أن أصول مملكة وسكس أكثر تعقيداً مما تذكره الوثائق الأنجلوسكسونية اللاحقة. ذهب بعض العلماء إلى ماهو أكثر من ذلك مشيرين إلى أن سيرديك شخصية أسطورية وليس لها وجود ولكن هذا رأي الأقلية تم تجميع المصدر الأقدم الذي ذكر سيرديك في القرن التاسع بعد تأسيس وسكس بعدة قرون لذا من المحتمل ان تكون الوثائق غير دقيقة. أصبح الانتساب إلى سيرديك معيار أساسي للحكم من بعده لملوك ويسكس وكان الملك إيكبرت المنظم للقوانين الإنجليزية ادعى قد أدعى أنه منحدر من سلالة سيرديك.
يقول البعض ان ساينرك لم يكن ابن سيرديك بل حفيده وان ابوه هو كريودا ولكن هناك بعض اللبس في ذلك حيث كريودا هو من ملوك مرسيا وان تواريخ حكمه متأخره فيكف يكون الأب بعد الابن والبعض يقول تشابه أسماء وكل ذلك بسبب انعدام المصادر إلى عن طريق الوقائع الإنجلوسكسونية القليلة والمتضاربة والمسجلة بعد وقت طويل على يد الملك إيكبرت أوائل القرن التاسع. سينريك من ويسكس حكم ملك ويسيكس من 534 إلى 560. خلال فترة حكمه يقال انه قد استولى سيروبيغا وساروم القديمة بالقرب من سالزبوري، في 552، وأنه فاز هو وابنه سيالن عام 556 في معركة ضد البريطانيين في بانبوره، التي تعرف الآن باسم قلعة البربري. إذا كانت هذه التواريخ دقيقة، فمن غير المحتمل أن الإدخالات السابقة في الوقائع، بدء من وصوله إلى بريطانيا مع والده سيرديك في 495، صحيحة. وقد اقترح ديفيد دومفيل أن تواريخه الحقيقية هي 554-581.
اسم ساينرك لديه مرادفه إنجليزية قديمة مباشرة معنى "كين الحاكم". ومع ذلك، كما سلفه، سيرديك، وخليفته، سيالن، لهما أسماء سلتيه تم افتراض أصل أصل بديل من "كونوريكس" التي من شأنها أن تعني "كلب الصيد في" البريطانية القديمة (المقدمة باسم "سينوريغ" في الولزية القديمة). في عام 1967 تم العثور على حجر في وروكسيتر في سياق شبه روماني مع نقش كونوريكس ماكوس ما كفي كولين. هذا، على ما يبدو صياغة الغيلية، يحتوي على كل من اسم كونوريكس وآخر الذي يذكرنا "سيالن.

## حكم مملكة وسكس
حكم من بعد والده وَقاد السكسون في حملاتهم الناجحة على البريتانيين وتغلب عليهم مرات عديدة ومعارك كثيرة وبعد ان نجح في ضم أرضي ومناطق واسعة لأملاك ويسكس أخذت باقي ممالك السكسون تهاجم أراضي كان ساينرك أخذها في توسع مملكته وواجهت فترة حكمه جمود تلتهاو لم يكن يسمى ملك ويسكس بل مثل والده بعد ان كان والده يسمى قائد السكسون الغربيون شهد عصره تطور في المعارك والحملات الناجحة وكسب والأراضي ساينرك كان من الثمانية ملوك الذين لقبوا بريتوالدا نسبه إلى دوقية في جنوب إنجلترا وكان هذا اللقب شرف عظيم.

## وفاته
توفي عام 560 بعد سنة واحدة من خلعه من قبل ابنه ووريثه سيالن الذي يشاع انه امر بقتله مع ان الأسباب المذكورة لوفاته أسباب طبيعية ويرجع هذا التناقض إلى الوثائق الأنجلوسكسونية وعلماء السير والأثار.